# St Mary's Church (Grandtully)

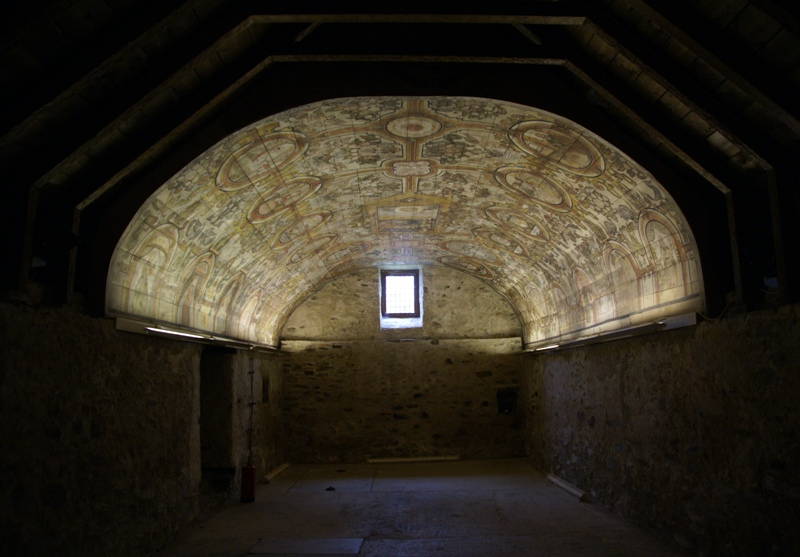
Het interieur: het plafond van de oostelijke zijde is beschilderd.

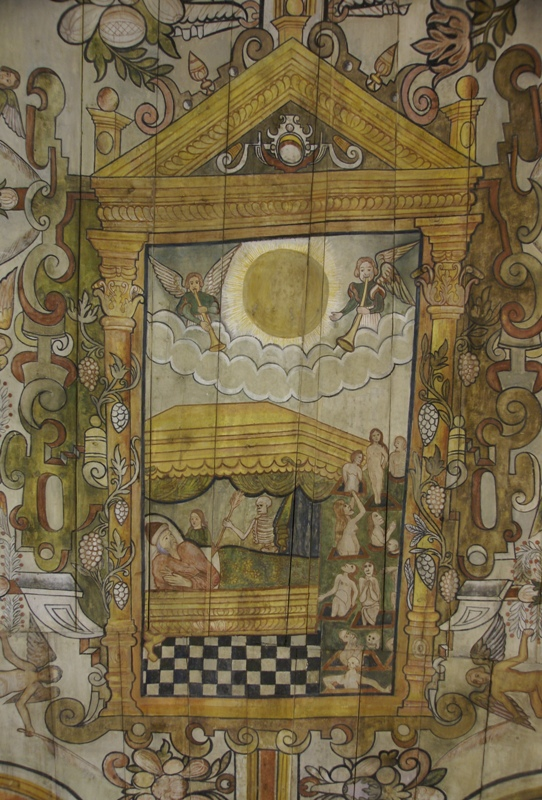
Het centrale paneel toont het Laatste Oordeel.

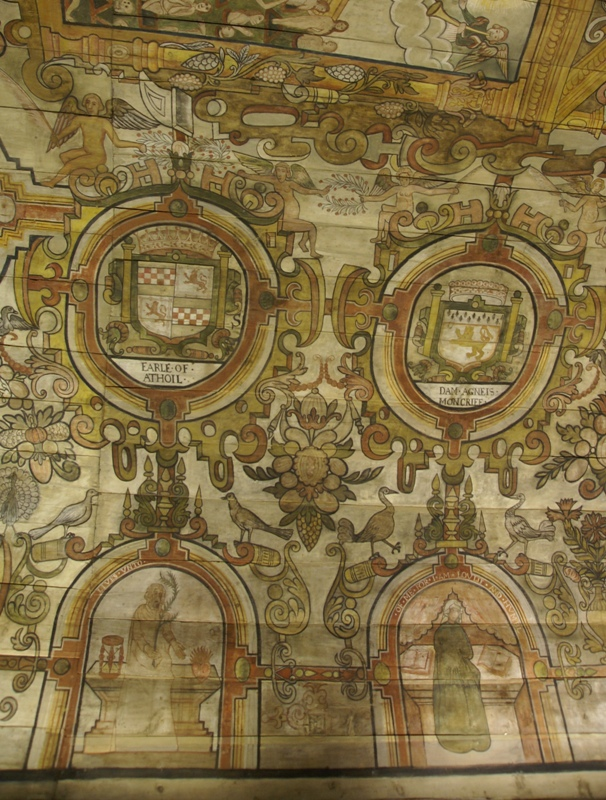
De wapens van de Graaf van Atholl en van Dame Agnes Moncrieff. Eronder staan twee allegorische figuren afgebeeld, de rechtse is vermoedelijk Nederigheid.

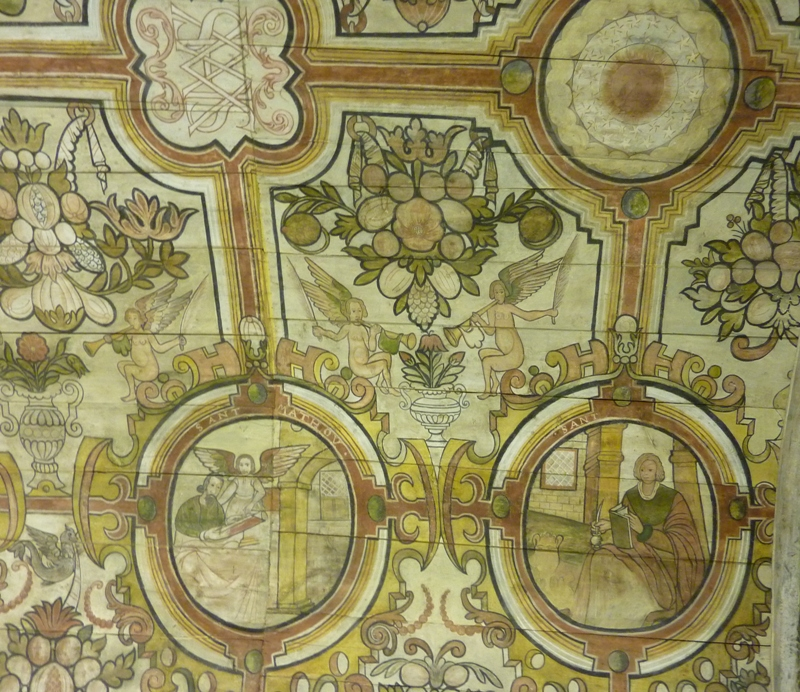
Het monogram van Dame Agnes Moncrieff en de maan met eronder afgebeeld de evangelisten Sint Mattheus (met engel) en Sint Marcus (met pen en inktpot).

St Mary's Church is een zestiende-eeuwse parochiekerk, gelegen in Grandtully nabij Aberfeldy in de Schotse regio Perth and Kinross. De kerk heeft een beschilderd plafond uit de zeventiende eeuw in renaissance-stijl.

## Geschiedenis
In de jaren veertig van de dertiende eeuw stond er reeds een kerk bij de rivier de Tay. In 1533 komt de kerk voor het eerst voor in overgeleverde geschriften: Alexander Stewart of Grandtully schonk landerijen aan de priorij van St Andrews Cathedral in ruil voor de diensten van een priester in St Mary's Church. De kerk was bedoeld voor de parochianen van Pitcairn.
Sir William Stuart, de elfde Laird van Grandtully, realiseerde in 1636 tijdens renovatiewerkzaamheden een beschilderd plafond in renaissance-stijl. De kerk werd verlengd in westelijke richting en er werd een raam gemaakt in de oostmuur.
In 1883 werd de kerk in gebruik genomen als parochiekerk voor de Church of Scotland. Hierbij werden de twee oorspronkelijke toegangen aan de zuidzijde, waarvan de ene tot dan toe werd gebruikt door de geestelijken en de andere door de kerkbezoekers, dichtgemetseld en werd een nieuwe toegang gemaakt aan de noordzijde.
De kerk bleef in gebruik tot 1892, waarna de kerk in twee delen werd gesplitst: het oostelijke deel werd ingericht als mausoleum voor de familie Stewart en het westelijke deel werd ingericht als stal voor de dieren van een nabijgelegen boerderij.
In 1944 werden de schilderingen gerestaureerd, waarbij verloren gegane delen zo veel mogelijk werden gereconstrueerd.

## Bouw

### Kerk
St Mary's Church in Grandtully is een eenvoudige, rechthoekige kerk van 24 bij 7 meter. De kerk is oost-westelijk georiënteerd. De ingang tot de kerk bevindt zich sinds 1883 aan de noordzijde.

### Plafond
Het gebogen plafond is aan de oostelijke zijde over zeker 7,5 meter beschilderd met heraldische en symbolische onderwerpen. Het is niet bekend of oorspronkelijk het gehele plafond beschilderd was.
Nadat het plafond was aangebracht in de kerk, werd het beschilderd met natuurlijke pigmenten.
Het beschilderde plafond bestaat uit een groot, centraal paneel en 28 kleinere panelen. De ruimtes tussen de panelen zijn beschilderd met fruit, vazen met bloemen, vogels en engelen.
Van noord naar zuid zijn er vijf rijen van panelen. Elke rij bestaat uit zes panelen behalve de derde rij, die centraal in de lengteas van het plafond is gelegen en bestaat uit vier kleine panelen plus het centrale paneel.
De eerste en de vijfde rij bevinden zich respectievelijk aan de bovenzijde van de noordelijke en zuidelijke muur en beelden allegorische figuren met Bijbelse teksten uit. De tweede en vierde rij bestaan uit panelen met heraldische afbeeldingen en met afbeeldingen van de vier evangelisten.

#### Het centrale paneel
Het centrale paneel stelt het Laatste Oordeel voor. De voorstelling is omkaderd door een klassieke doorgang en toont een man op zijn sterfbed met naast hem zijn huilende vrouw. De Dood, afgebeeld als een skelet, richt een pijl op het hart van de stervende man. Boven de stervende man zijn twee engelen op wolken afgebeeld, die op een trompet blazen om de lichamen op te roepen tot de Opstanding. Rechts op het paneel wordt de Opstanding afgebeeld: de lichamen van de doden stijgen op naar de hemel.
Ten oosten van het centrale paneel bevinden zich het monogram van Sir William Stewart en een afbeelding van de rijzende zon. Ten westen ervan bevindt zich het monogram van Dame Agnes Moncrieff, de vrouw van Sir William en een afbeelding van de maan.

#### Heraldiek
De meest oostelijke panelen in zowel de tweede als vierde rij tonen de koninklijke wapens van Groot-Brittannië met de Engelse leeuw en de Schotse eenhoorn als vaandeldragers. De heraldische wapens die afgebeeld stonden op de panelen ernaast zijn niet meer identificeerbaar. De twee panelen ten noorden van het centrale paneel tonen de wapens van de Hertog van Lennox en de wapens van Sir William Stewart, de Laird van Grandtully. De twee panelen ten zuiden van het centrale paneel tonen de wapens van de Graaf van Atholl en de wapens van Dame Agnes Moncrieff.

#### Evangelisten
De twee meest westelijke panelen in zowel de tweede als de vierde rij tonen de vier evangelisten. In de tweede rij vanaf het noorden is Johannes afgebeeld terwijl hij een handbeweging maakt, dit paneel bevindt zich direct naast het paneel met de wapens van Sir William Stewart. Ten westen ervan is de evangelist Lucas afgebeeld met een os. In de vierde rij is Mattheus afgebeeld met een engel. Ten westen ervan is Marcus afgebeeld met pen en inktpot.

#### Allegorische figuren
De eerste en de vijfde rij tonen allegorische figuren met Bijbelse teksten. De meeste teksten rondom de figuren zijn te vervaagd om te interpreteren welke allegorieën de figuren voorstellen.
Het tweede paneel vanaf het oosten van de eerste rij zou een allegorie van Hoop kunnen zijn.
Het vierde paneel van de vijfde rij is vermoedelijk een allegorie van Nederigheid. Zij is afgebeeld staande voor een tafel met twee opengeslagen boeken. De tekst rondom de afbeelding leest [Learn] of me for I am lovely and hvmble (Leer van mij want ik ben lief en nederig).

## Beheer
De St Mary's Church in Grandtully wordt beheerd door Historic Environment Scotland.